# Opret kobjælde
Opret Kobjælde (Anemone pulsatilla) er en 8-20 cm høj urt, der vokser på overdrev, skrænter og i gamle klitter. Planten anvendes desuden i haver.

## Beskrivelse
Opret Kobjælde er en løvfældende flerårig urt med en tueformet vækst. Alle dele af planten er hårklædte. Bladene er fjersnitdelte med trådtynde afsnit. Blomsterstilken er hul. Blomsterne er endestillede og oprette. De blomstrer i april-maj. Blosterbladene er 20-50 millimeter lange (højst 30 mm hos Nikkende Kobjælde). Den almindelige farve er violet, men hvide og lyserøde sorter findes.

## Voksested
Planten forekommer naturligt på overdrev eller skrænter med gruset bund. Desuden findes den i gamle klitter. Den er afhængig af, at græs og andre aggressive stauder bliver græsset eller slået. På græssede arealer er den begunstiget af, at kreaturerne undgår den på grund af dens giftighed.
I Danmark findes Opret Kobjælde hist og her i Jylland. Den er desuden meget sjælden på Vestfyn og i Tarup-Davinde Naturområde, i Nordsjælland og på Bornholm. I det øvrige land er den manglende.

## Anvendelse
Planten er meget velegnet som staude i stenbede eller i blomsterenge på mager, men ikke sur bund.
Opret Kobjælde bør ikke indsamles i naturen, da den er sjælden.

## Sorter
- Opret Kobjælde 'Alba' (Pulsatilla vulgaris 'Alba')
- Opret Kobjælde 'Røde Klokke' (Pulsatilla vulgaris 'Røde Klokke')